# Hörbert

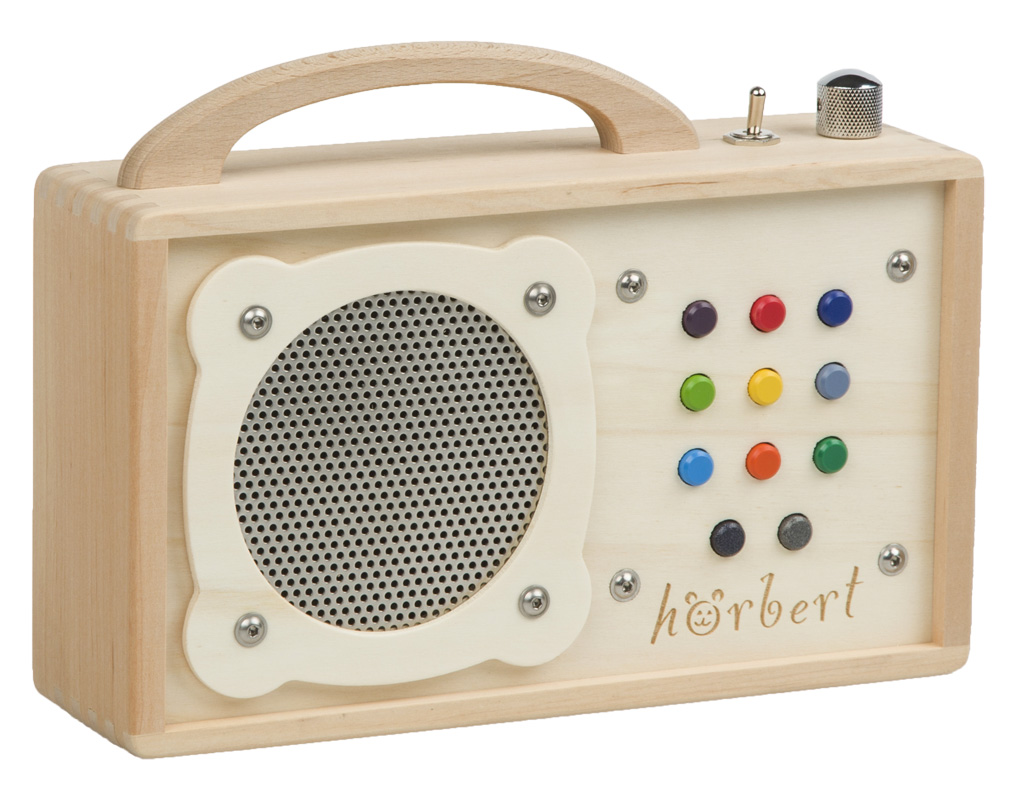
Hörbert

Hörbert (Eigenschreibweise: hörbert) ist ein autarkes Tonabspielgerät aus Holz mit einfacher Bedienung. Es wird von der HMC Hightech Media Components GmbH & Co. KG (HMC) in Deutschland hergestellt und vertrieben. Im Gegensatz zu Konkurrenzsystemen wie der Toniebox verwendet Hörbert gebräuchliche Dateiformate und Schnittstellen; er lässt sich ohne Internetzwang mit neuen Inhalten bestücken. Da keine Daten über die Nutzung, abgespielten Inhalte und Nutzer erfasst werden, ist der hörbert datenschutzfreundlich.
Der Hörbert entstand 2011 im Unternehmen Winzki  mit Sitz in Frickenhausen. Im Jahr 2022 kam es zur Insolvenz und 2023 wurde die Firma von HMC aus Bremen übernommen.

## Funktion
Der Hörbert verwendet eine SD-Karte als Tonträger. Beliebige Audioinhalte wie Musik oder Hörspiele werden mittels einer kostenlosen Software, die es für Windows, macOS und Linux gibt, auf die Speicherkarte übertragen und dort in neun Wiedergabelisten organisiert, auf die mit den neun bunten Tasten zugegriffen wird. Lediglich die Speicherkapazität der SD-Karte beschränkt die Länge der aufspielbaren Inhalte.
Durch mehrfaches Drücken einer Wiedergabelisten-Taste springt die Wiedergabe in der gewählten Wiedergabeliste um einen Titel weiter. Eine zusätzliche Taste dient zum hörbaren Schnellvorlauf, eine weitere Taste zum Sprung an den Anfang des aktuellen Titels. Ein mechanischer Kippschalter dient zum Ein- und Ausschalten des Geräts und ein analoges Potentiometer als Lautstärkeregler.
Im Inneren des Geräts, das nur durch Lösen einer Schraube erreichbar ist, gibt es die Möglichkeit, die Batterien/Akkus zu wechseln. Das Gerät wird mit vier Mignonzellen mit Strom versorgt, die für eine Laufzeit von etwa 50 Stunden bei mittlerer Lautstärke sorgen. Weiterhin ist der Wechsel der SD-Karte möglich. Darüber hinaus gibt es noch einen Schalter zur Lautstärkebegrenzung.

### Verwendete Materialien
- Hölzer: Rotbuche massiv, Pappelsperrholz, Birkensperrholz
- Metalle: Edelstahl, Messing verchromt
- Kunststoffe: ABS
- Lack auf Wasserbasis

## Erweiterungen
Hörbert wurde seit Markteinführung um zusätzliche Funktionen erweitert, die auch in bestehenden Geräten nachgerüstet werden können.
Es gibt einen Schlaf-Timer mit einstellbarer Abschaltzeit und ein Bluetooth-Audio-Modul, das im Rahmen einer Crowdfunding-Kampagne entwickelt wurde. Damit lassen sich simultan zwei Bluetooth-Kopfhörer mit Hörbert verbinden, und das Gerät kann als Bluetooth-Lautsprecher eingesetzt werden. Weiterhin hat das aktuelle Gerät ein Mikrofon.
Für Menschen mit Behinderung sind Modelle mit besonders einfacher Bedienung erhältlich, die lediglich über eine oder drei sehr große Wiedergabetasten (und damit -listen) verfügen. Für den Anschluss von externen Tastern und Sensoren verfügt ein weiteres Sondermodell über zwei 3,5-mm-Klinkenbuchsen, die an Steuergeräten und Tasten für Menschen mit Behinderung Verwendung finden.

## Audio-Angebot
Hörbert ist ein offenes System. Es können alle Dateien in den Formaten MP3, Wav, M4a, Flac, Ogg oder Audio CDs mittels der „Hörbert-Software“ auf die Speicherkarte übertragen werden. Dazu muss die Speicherkarte aus dem Gerät entnommen und in einen Speicherkartenleser am Computer gesteckt werden. Es ist keine Internetverbindung und kein Lizenzshop zum Bespielen notwendig. Bei den ursprünglichen Hoerbert-Geräten wurden die Inhalte von der Software in ein unkomprimiertes Wave-Format umgewandelt, das zum Abspielen besonders wenig Rechenleistung und damit Energie benötigte. Aktuelle Geräte können auch mit MP3s umgehen. Eine Einschränkung beim Bespielen besteht darin, dass keine DRM-geschützten Titel übertragen werden können.
Zusätzlich zur mitgelieferten Speicherkarte, die mit mehr als zwei Stunden Inhalten vorbespielt ist, sind weitere vorbespielte Speicherkarten erhältlich mit Titeln von ausgesuchten Verlagen wie Sternschnuppe, Helbling Verlag oder Janosch. Darüber hinaus sind Karten mit internationalen Inhalten oder in Schweizerdeutsch erhältlich. Alle vorbespielten Karten enthalten mehrere Stunden Inhalte. Sie sind dazu gedacht, durch ihr umfangreiches Repertoire mehrere Tage, Wochen oder Monate unverändert im Gerät zu verbleiben.
Die Sondereditionen Benjamin Blümchen oder Bibi und Tina enthalten neun komplette Hörspiele und eine ganzseitige Lasergravur auf der Rückseite des Geräts.

## Herstellung
Das Unternehmen legt Wert auf die Herstellung Hörberts in Handarbeit in Deutschland. Nach eigenen Angaben stammen die Gehäuserohlinge, die in Frickenhausen weiterverarbeitet werden, aus dem Erzgebirge. Die Elektronik, basierend auf einem Microchip-AVR-Prozessor, wird in Baden-Württemberg bestückt.
Bereits im Design berücksichtigt ist die Reparierbarkeit des Geräts. Durch die Verwendung von Schrauben statt Klebstoffen können Besitzer eigenhändig viele Komponenten reparieren oder austauschen.

## Geschichte
Im Jahr 2011 wurde das Unternehmen von Rainer Brang in Stuttgart gegründet, zunächst wurde nur innerhalb Deutschlands versandt. 2014 stellte das Museum of Modern Art in New York Hörbert für 10 Monate im „Art Lab: Places and Spaces“ aus. 2016 gewann das Unternehmen Winzki den KFW Award GründerChampion 2016 für Baden-Württemberg. Seit 2018 ist hörbert Teil der StoryBoxx des FieldTrip Projekts auf dem Tempelhofer Feld in Berlin. 2019 wurde Hörbert zum Testsieger unter 13 Musikspielern für Kinder bei der Stiftung Warentest.
Am 26. Juli 2022 wurde ein vorläufiges Insolvenzverfahren für den Hörbert-Hersteller Winzki eröffnet.
Seit 1. Januar 2023 wird hörbert nach einem Asset-Deal von HMC Hightech Media Components weiterentwickelt, produziert und verkauft.
Hörbert ist in 10 Ländern erhältlich: Deutschland, Österreich, Schweiz, Frankreich, Italien, Dänemark, Luxemburg, Niederlande, Vereinigtes Königreich, Liechtenstein.

## Rezeption
Gelobt wird vielfach die Robustheit, die einfache Bedienbarkeit, die lange Laufzeit und die datenschutzfreundliche Nutzung ohne Internetzwang. Kritisiert wird der hohe Einstiegspreis, der mitunter in der umfangreichen Ausstattung begründet ist.

## Rezeption in der Maker-Szene
Seit 2014 ist die Elektronik des Geräts separat für private Projekte erhältlich. Die mit diesem Elektronikbausatz kreierten Geräte werden auf Wunsch auf der Hersteller-Website ausgestellt. Nicht nur durch das Anbieten eines eigenen Bausatzes, sondern auch wegen des simplen Bedienkonzepts entstanden in der unabhängigen Maker-Community zahlreiche Projekte und Nachbauten.